# Handens tingsrätt
Handens tingsrätt var en tingsrätt i Sverige med kansli i Handen. Tingsrättens domsaga  omfattade kommunerna Haninge, Tyresö och Nynäshamn. Tingsrätten och dess domsaga ingick i domkretsen för Svea hovrätt. Tingsrätten och dess domsaga uppgick 2007 i Södertörns tingsrätt och domsaga med en del som övergick i Nacka tingsrätts domsaga.

## Administrativ historik
1974 bildades denna tingsrätt genom en utbrytning ur Södertörns tingsrätt. Domkretsen bildades av delar ur Södertörns tingsrätts domsaga. 1974 omfattade domsagan Haninge, Tyresö och Nynäshamns kommuner. 
1 april 2007 upphörde Handens tingsrätt och domsaga. Tyresö kommun uppgick i Nacka tingsrätt och domsaga medan övriga delar uppgick i den nybildade Södertörns tingsrätt och domsaga.

## Lagmän
- 1974-1985: Gunnar Sterner
- 1985-1994: Tomas Nordqvist
- 1995-2002: Åke Rehnström
- 2002-2007: Alf Andersson  tillförordnad